# Assa Abloy (Schweiz)

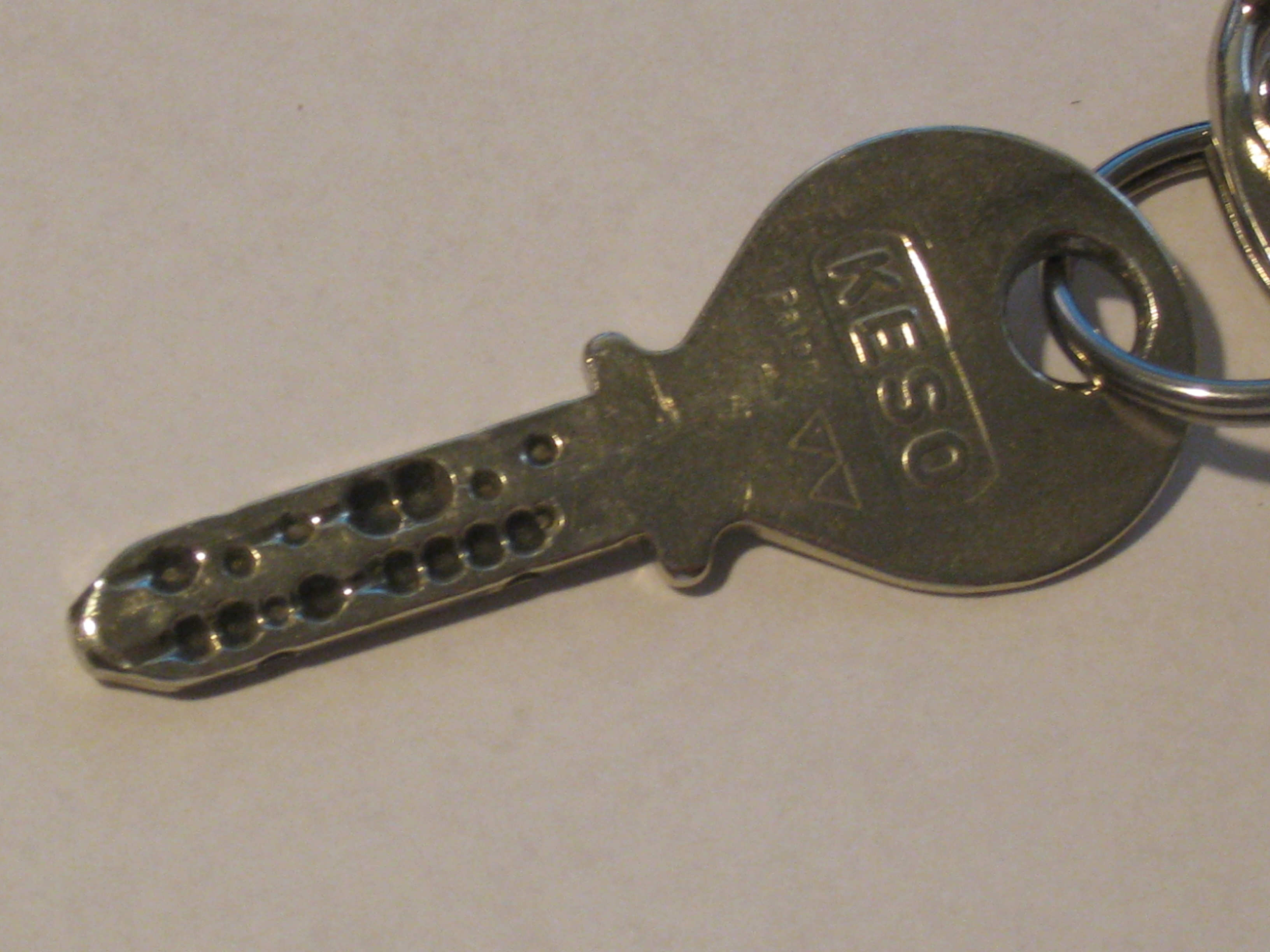
Wendeschlüssel von KESO

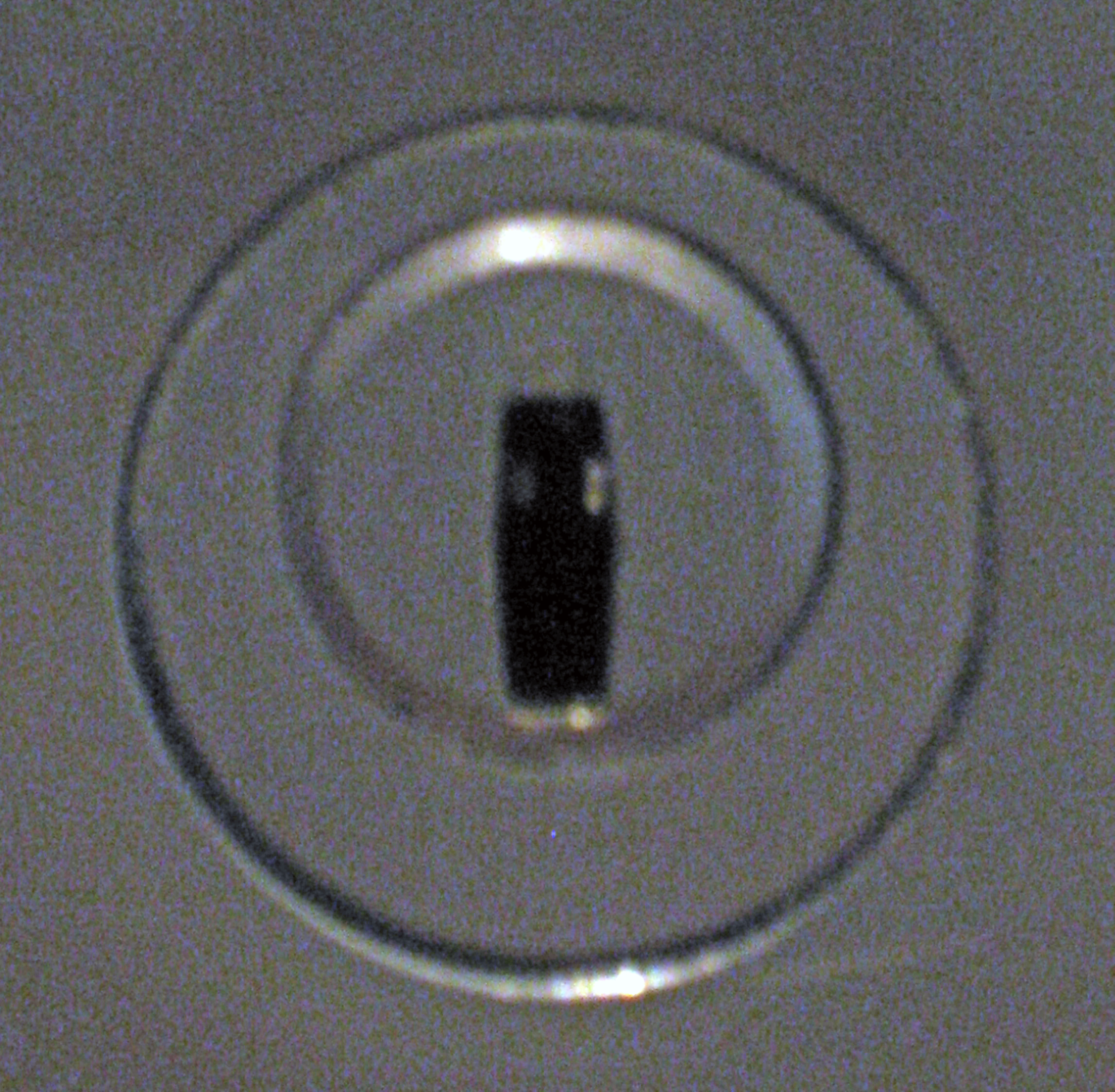
Rautenförmiges Schlüsselloch

Die ASSA ABLOY (Schweiz) AG ging hervor aus der Verschmelzung der Schweizer Keso AG (Keller & Sohn) mit der schwedischen Assa-Abloy-Unternehmensgruppe, die beide Produktionsunternehmen für Schliesssysteme waren und sind. Der Name Keso wird auch nach der Verschmelzung als Markenname für die Keso Schließanlagen fortgeführt.

## Geschichte
Die Keso AG (Keller & Sohn) in Richterswil wurde 1963 von Ernst Keller (* 4. März 1930) gegründet. Bereits im Jahr 1958 erhielt Keller ein erstes Patent für Verbesserungen am Bohrmuldenschloss. Keso lizenzierte seine Technologie an ausländische Unternehmen wie Sargent in den USA oder Lips in den Niederlanden. Dadurch wuchs das Unternehmen schon seit den 1960er-Jahren international. Es bediente auch noch die Märkte Deutschland, Frankreich und Brasilien und war seit den 1990er-Jahren weltweit tätig.
Ernst Keller löste die Frage der Unternehmensnachfolge, indem er Keso 2001 an den schwedischen Technologie-Konzern Assa Abloy verkaufte. KESO war der zweitgrösste Hersteller von Schliessanlagen in der Schweiz. Seit 2002 läuft die Firma unter dem Namen ASSA ABLOY (Schweiz) AG.
Die KESO-Schlüssel zeichnen sich durch muldenförmige Bohrungen unterschiedlicher Grösse anstatt Kerben aus, und typischerweise durch einen flachen Querschnitt mit abgeschrägtem Schaftende, wodurch sich sechs Oberflächen mit Bohrungen ergeben. Die Schliesszylinder sind gegen Aufbruchversuche besonders gesichert. Das Unternehmen hält über 350 Patente. Ein weiters wichtiges Merkmal sind die weltweit einzigartigen Schliesskonzeptplanungen.